# أبو الحسن الرماني
أبو الحسن علي بن عيسى بن عبد الله الرماني (296هـ/909م - 384هـ/994م) هو مُفَسِّر وفيلسوف معتزلي، ومن كبار النحاة، كان مُتَبَحِّراً في علوم الفقه واللغة والكلام والفلك، ألَّف ما يقارب مائة كتابٍ. عاصر أبي علي الفارسي وأبي سعيد السيرافي. له الجامع في القرآن. وقيل في أسلوبه كان يمزج النحو بالمنطق. كان من تلاميذه أبي حيان التوحيدي.

## حياته
ولِدَ الرماني في سنة 296 من التقويم الهجري ما يوافق 909 من التقويم الميلادي، ويعود نسبه إلى سامراء، ومكان ولادته مختلف عليه، وكلمة الرماني في اسمه قد تشير إلى قصر الرمان وهو قصر معروف بمدينة واسط، أو أنَّها تُشِير إلى مدينة الرمان على رأي من يقول بولادته في تلك المدينة، وكان يُعرَف أيضًا بالوراق والإخشيدي. تذكر بعض المصادر أنَّ الرماني ولد في مدينة بغداد، بينما تذكر مصادر أخرى أنَّه ولد في مدينة سامراء أو الرمان ثُمَّ انتقل في صغره إلى بغداد. نشأ الرماني في بغداد، وأخذ النَّحو عن الزجاج وابن السراج، والعربية عن أبي بكر بن دريد، وعلوم الدين والعقيدة عن ابن الأخشيد المعتزلي. ويُعتبر واحداً من أشهر نحاة المدرسة البغدادية، وكان يميل إلى آراء نحاة البصرة، ولسيبويه - إمام نحاة البصرة - تأثير هائل عليه، إلا أنَّه انتهج أسلوباً فريداً في النَّحو، فكان تعامله مع المسائل النَّحوية مشحوناً بالفلسفة والمنطق، حتى قال أبو علي الفارسي: «إن كان النحو ما يقوله الرماني فليس معنا منه شيء، وإن كان النحو ما نقوله فليس معه منه شيء»، وقال أحد الأدباء: «كنا نحضر عند ثلاثة مشايخ من النحويين، فمنهم من لا نفهم من كلامه شيئاً، ومنهم من نفهم بعض كلامه دون البعض، ومنهم من نفهم جميع كلامه، فأما من لا نفهم من كلامه شيئاً، فأبو الحسن الرماني، وأما من نفهم بعض كلامه دون البعض فأبو علي الفارسي، وأما من نفهم جميع كلامه فأبو سعيد السيرافي». اشتهر الرماني في بغداد، وجلس في مجلسه عدد من الطلاب، نَبَغَ منهم أبو القاسم الدقيقي، وكان أبو القاسم خليفته بعد وفاته. اشتغل الرماني بأمور الفكر والعقيدة، وكان معتزلياً في عقيدته، وله تفسير مشهور للقرآن، وتُفِيد كثير من المصادر أنَّه كان شيعياً، إلا أنَّه لم يكن إمامياً في تشيعه، غير أنَّ روايات عنه تُفِيد خلاف ذلك. تُوفِّي الرماني في 11 جمادى الأولى من سنة 384 هجري، ما يوافق 994 من التقويم الميلادي، عن عمر 85، أثناء خلافة القادر بالله.

## مؤلفاته
ألَّف الرماني ما يقارب مئة كتابٍ في مجالات مختلفة، وهي كالتالي:
| - «تفسير القرآن» (ربما أهمها) - «شرح سيبويه» - «شرح الأصول لأبي بكر السراج» - «شرح الموجز لأبي بكر السراج» - «شرج الجمل لابن السراج» - «التصريف» - «شرح الألف واللام للمازني» - «الاشتقاق الكبير» - «الاشتقاق المستخرج» - «شرح الهجاء لابن السراج» - «شرح المدخل للمبرد» - «شرح المقتضب للمبرد» - «الحروف» - «الألفات» - «الإيجاز» - «شرح مختصر الجرمي» - «المبتدأ في النحو» - «الخلاف بين النحويين» - «شرح مسائل الأخفش الكبير والصغير» - «الخلاف بين سيبويه والمبرد» - «نكت سيبويه» - «أغراض سيبويه» - «المخزومات» - «التصريف» - «الجامع في علم القرآن» - «النكت في إعجاز القرآن» (مطبوع) - «شرح معاني الزجاج» - «المختصر في علم السور القصار» - «المتشابه في علم القرآن» - «جواب اين اخشيد في علم القرآن» - «شرح الشكل والنقط لابن السراج» - «غريب القرآن» | - «جواب مسائل طلحة في علم القرآن» - «المسائل والأجوبة من كتاب سيبويه» - «تهذيب أبواب كتاب سيبوبه» - «صنعة الاستدلال» (يتضمَّن سبعة كتب) - «نكت المعونة بالزيادات لابن الأخشيد» - «شرح المعونة» (غير مكتمل). - «الأسماء والصفات لله عز وجل» - «ما يجوز على الأنبياء وما لا يجوز» - «الروية في النقض على الأشعري» - «نقض التثليث على يحيى بن عادي» - «تجانس الأفعال» - «استحقاق الذم» - «الإمامة» - «الرؤية» - «السؤال والجواب» - «الأكوان» - «نقض استحقاق الذم في الرد على أبي هاشم» - «تحريم المكاسب» - «الحظر والإباحة» - «مسائل أحمد بن إبراهيم البصري» - «مسائل أبي جابي» - «جوامع العلم في التوحيد» - «صفات النفس» - «شرح الأسماء والصفات لابن علي» - «الإرادة» - «نكت الإرادة» - «المعلوم والمجهول والنفي والإثبات» - «الأسباب» - «الحقيقة والمجاز» - «نقدات الاجتهاد» - «المجالس في استحقاق الذم» - «مجالس ابن الناصر» | - «مسائل أبي علي بن الناصر في علم القرآن» - «نكت الأصول» - «الأصلح الكبير» - «الأصلح الصغير» - «تهذيب الأصلح» - «المسائل والجواب في الأصلح الواردة من مصر» - «المسائل في اللطيف من الكلام» - «أدب الجدل» - «أصول الجدل» - «أصول الفقه» - «الرد على الدهرية» - «المنطق» - «الوسائل في الكلام» - «القياس» - «مسائل أبي العلاء» - «مبادئ العلوم» - «المباحث» - «المعرفة» - «الصفات» - «العلوم» - «الأوامر» - «الأسماء والصفات» - «المثل» - «العوض» - «أدلة التوحيد» - «تفضيل علي» - «الرد على من قال بالأحوال» - «الرد على المسائل البغداديات لابي هاشم» - «التعليق» - «الطبالع» - «الأمالي» - «الحدود الأكبر» - «الحدود الأصغر» |